# Cantó de Pont-de-Veyle
El cantó de Pont-de-Veyle era una divisió administrativa francesa del departament de l'Ain. Comptava amb 12 municipis i el cap era Pont-de-Veyle. Va desaparèixer el 2015.

## Municipis
- Bey
- Cormoranche-sur-Saône
- Crottet
- Cruzilles-lès-Mépillat
- Grièges
- Laiz
- Perrex
- Pont-de-Veyle
- Saint-André-d'Huiriat
- Saint-Cyr-sur-Menthon
- Saint-Genis-sur-Menthon
- Saint-Jean-sur-Veyle

## Història
| Data d'elecció                           | Identitat               | Partit                     | Qualitat |
| ---------------------------------------- | ----------------------- | -------------------------- | -------- |
| 1945-1961                                | M. Simon                | SFIO                       |          |
| 1961-1992                                | André Rullière          | Divers droite, després RPR |          |
| 1992-2011                                | Jean-François Pelletier | UDF, després UMP           |          |
| 2011-2015                                | Christophe Greffet      | PS                         |          |
| les dades anteriors no són pas conegudes |                         |                            |          |
|                                          |                         |                            |          |

## Demografia
| A partir de 1990: Població sense dobles comptes |